# Toyota RegiusAce
Le Toyota RegiusAce est un minibus construit par Toyota qui a connu deux générations.

## Première génération

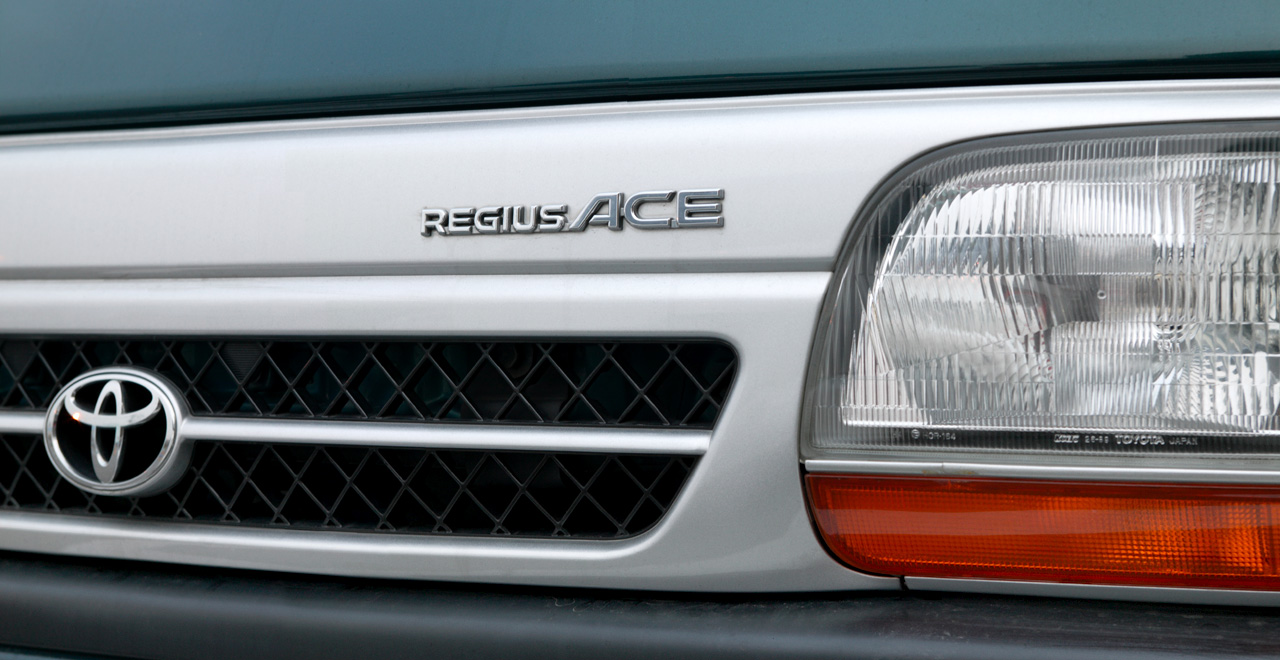
Toyota RegiusAce Face avant

Le Toyota RegiusAce de première génération est un minibus développé sur la plate-forme du Toyota HiAce H100 et construit par Toyota de 1999 à 2004.

## Seconde génération

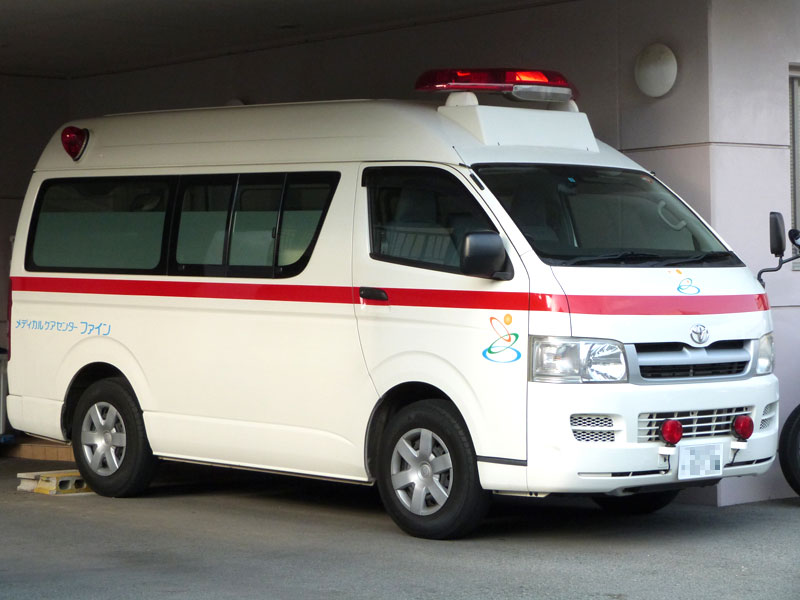
Toyota RegiusAce II

Une seconde génération a existé en 2004 sur la base du HiAce H200.